# 金容植
金 容植（きん ようしょく、朝鮮語: 김용식、キム・ヨンシク、1910年7月25日 - 1985年3月8日）は、サッカー選手、サッカー指導者。第二次世界大戦前は日本代表選手、戦後は韓国代表の選手、コーチ、監督を務めた。韓国サッカーの父と称されている。

## 来歴
本貫は金海金氏。1910年7月、黄海道信川の出身であり、父は牧師で比較的裕福な家庭であった。なお、父は朝鮮神宮の参拝拒否などで何度も投獄されたことがあった。
7-8歳の頃からボールを蹴り始め、13歳で京城府 (現在のソウル特別市）に引越した。1926年に儆新中学校に入学してからサッカーを本格的に始めた。1929年の光州学生事件で金はデモの先頭に立って活動したことから警察の指名手配を受け、儆新中学校を退学処分となった。1930年、金のサッカーの技量を見込んで京都府内の中学に入学したが約2ヶ月で退学し、その年の内に入学した普成専門学校（現在の高麗大学校）も退学して、儆新中学校への復学を希望したが復学は叶わなかった。なお、1930年に「朝鮮私立専門陸上対抗」という陸上競技会に出場し、1500mと5000mで優勝した。
1932年、普成専門学校に再入学。在学中の1935年に全京城蹴球団のメンバーとして第15回全日本総合蹴球選手権大会 (現在の天皇杯全日本サッカー選手権大会）で優勝した。また、同年にはスピードスケート選手として全朝鮮大会に出場して1,500メートルと10,000メートルの2種目で優勝した。
1936年4月にベルリンオリンピックのサッカー日本代表に選出された が、普成専門学校の教授らの勧めもあり朝鮮から唯一の参加メンバーであった。同年6月20日に東京を出発して、汽車を乗り継いで7月3日にベルリンに到着した。7月27日のブラウヴァイス戦で日本代表として初めて出場した。オリンピック本戦でも後に「ベルリンの奇跡」と呼ばれるスウェーデン代表戦およびイタリア代表戦の2試合にスタメンで出場した。ベルリン五輪後も紀元二千六百年奉祝東亜競技大会（1940年）などの大会に日本代表として出場した。
第二次世界大戦後は韓国代表となり、1948年のロンドンオリンピックでは韓国代表の選手兼コーチとして2試合に出場した。1952年10月に高麗大学校OBチームの一員として出場した試合を以て現役を引退した。
1954 FIFAワールドカップでは韓国代表コーチを務め、その後は国内クラブチームの監督などを歴任した。
1963年、第1回目となる大韓民国体育賞を受賞した。1971年、退学処分を受けていた儆新中学校より名誉卒業生として証書を授与された。
1982年2月にハレルヤFCの監督として来日した。
1985年の死後には体育勲章猛虎章が授与された。2005年に車範根、フース・ヒディンクらと共に韓国サッカー名誉の殿堂入りし、ソウルワールドカップ競技場にあるワールドカップ記念館に胸像が飾られている。

## 所属クラブ
- 儆新中学校
- 普成専門学校
- 全京城蹴球団（英語版）

## 代表歴

### 出場大会
- 日本代表
  - 1936年：ベルリンオリンピック
  - 1940年：紀元二千六百年奉祝東亜競技大会
  - 1942年：「満州国」建国十周年慶祝東亜競技大会
- 韓国代表
  - 1948年：ロンドンオリンピック

### 試合数
- 国際Aマッチ 日本代表：3試合 0得点(1936-1940)

| 日本代表 | 国際Aマッチ | 国際Aマッチ | その他 | その他 | 期間通算 | 期間通算 |
| 年       | 出場        | 得点        | 出場   | 得点   | 出場     | 得点     |
| -------- | ----------- | ----------- | ------ | ------ | -------- | -------- |
| 1936     | 2           | 0           | 2      | 1      | 4        | 1        |
| 1937     | 0           | 0           | 0      | 0      | 0        | 0        |
| 1938     | 0           | 0           | 1      | 0      | 1        | 0        |
| 1939     | 0           | 0           | 3      | 0      | 3        | 0        |
| 1940     | 1           | 0           | 2      | 0      | 3        | 0        |
| 1941     | 0           | 0           | 0      | 0      | 0        | 0        |
| 1942     | 0           | 0           | 4      | 1      | 4        | 1        |
| 通算     | 3           | 0           | 12     | 2      | 15       | 2        |

### 出場
| No. | 開催日         | 開催都市 | スタジアム     | 対戦相手     | 結果 | 監督     | 大会             |
| --- | -------------- | -------- | -------------- | ------------ | ---- | -------- | ---------------- |
| 1.  | 1936年08月04日 | ベルリン |                | スウェーデン | ○3-2 | 鈴木重義 | オリンピック     |
| 2.  | 1936年08月07日 | ベルリン |                | イタリア     | ●0-8 | 鈴木重義 | オリンピック     |
| 3.  | 1940年06月16日 | 兵庫県   | 甲子園南運動場 | フィリピン   | ○1-0 | 竹腰重丸 | 奉祝東亜競技大会 |

## 指導歴
- 1954年、1960年、1969年1月-10月-  韓国代表：監督
- 1968年 陽地：監督
- 1970年 信託銀行：監督
- 1980年-1982 ハレルヤFC：初代監督